# Día de África
El Día de África o Día de la liberación de África es una jornada que se celebra el 25 de mayo desde 1963. Es heredero del Día de la Libertad Africana, establecido en 1958 por la Conferencia de Estados Africanos Independientes.

## Proclamación
El Día de la Libertad Africana se originó en la Conferencia de Estados Africanos Independientes el 15 de abril de 1958 en Acra, Ghana. Esta conferencia, que contó con la participación de representantes de Etiopía, Ghana, Liberia, Libia, Marruecos, Sudán, Túnez, y la entonces Federación de la República Árabe Unida (Egipto y Siria), junto con representantes del entonces Frente de Liberación Nacional de Argelia y la Unión de los Pueblos Cameruneses, marcó la primera conferencia panafricana en suelo africano. Convocada por Kwame Nkrumah, primer ministro de Ghana, su objetivo era expresar colectivamente el rechazo al colonialismo y al imperialismo, y fortalecer la unidad y la autodeterminación de los pueblos africanos bajo el socialismo científico. Además, estableció la conmemoración del Día de la Libertad Africana, inicialmente como un símbolo de unidad, solidaridad, y educación política y cultural. Este evento también preparó el terreno para futuras reuniones de líderes africanos y sentó las bases para la formación posterior de la Organización de la Unidad Africana (OUA).

## Celebración
Originalmente designado como Día de la Libertad Africana y celebrado el 15 de abril para simbolizar el progreso de los movimientos de liberación y la determinación de liberarse de la dominación y explotación extranjera, la fecha fue cambiada al 25 de mayo de 1963. Este cambio ocurrió tras la formación de la OUA en Adis Abeba, Etiopía, durante una reunión organizada por el emperador Haile Selassie. En este encuentro, líderes de treinta naciones africanas, ahora en su mayoría independientes, acordaron promover la descolonización y mejorar los estándares de vida en los Estados miembros. El Día de la Liberación Africana (ALD, por sus siglas en inglés), o Día de África, refleja un enfoque más unificado y organizado en la lucha por la liberación y la independencia del continente. Además, el ALD ha servido como plataforma para la solidaridad global contra el imperialismo, reconociendo y apoyando las luchas de otros pueblos oprimidos a nivel mundial. Aunque la OUA fue transformada en la Unión Africana el 9 de julio de 2002, la celebración continúa cada 25 de mayo en honor a la formación original de la OUA.

## Historia
Cinco años después, el 25 de mayo de 1963, representantes de treinta naciones africanas se reunieron en Addis Abeba, Etiopía, organizada por el emperador Haile Selassie. Para entonces, más de dos tercios del continente habían logrado la independencia, en su mayoría de los estados imperiales europeos. En esta reunión, se fundó la Organización para la Unidad Africana, con el objetivo inicial de alentar la descolonización de Angola, Mozambique, Sudáfrica y Rhodesia del Sur. La organización se comprometió a apoyar el trabajo realizado por los combatientes por la libertad y eliminar el acceso militar a las naciones coloniales. Se estableció una carta que buscaba mejorar los estándares de vida en los Estados miembros. Selassie exclamó: "Que esta convención de unión tenga una duración de 1.000 años".
La carta fue firmada por todos los asistentes el 26 de mayo, con la excepción de Marruecos.  En esa reunión, el Día de la Libertad de África pasó a llamarse Día de la Liberación de África. En 2002, la Organización para la Unidad Africana fue reemplazada por la Unión Africana. Sin embargo, el 25 de mayo se continuó celebrando con el nombre de Día de África y la referencia a la fecha de la formación de la OUA.

## Temas y mensajes
- 1963: The ORGANISATION OF AFRICAN UNITY is formed and AFRICA DAY is declared, ('Se forma la Organización de Unidad Africana OUA y se declara el Día de África')[9][10]

Salim Ahmed Salim
- 1993: Reflections on the Past and Prospects for the Future, ('eflexiones sobre el Pasado y Perspectivas para el Futuroo')[11]
- 1994-1997: Mensajes[12][13][14][15]
- 1999: Stability and Development of Africa Into the New Millennium, ('Estabilidad y Desarrollo de África en el Nuevo Milenio')[16]
- 2000: 37th Anniversary of Africa Day, ('37.º Aniversario del Día de África')[17]
- 2001: Message for the Thirty Eighth Anniversary of the OAU, ('Mensaje para el Trigésimo Octavo Aniversario de la OUA')[18]

Union Africana
- 2017: Harnessing the Demographic Dividend through investments in Youth, ('Aprovechando el Dividendo Demográfico mediante inversiones en la Juventud')[19]
- 2020: Silencing the Guns:  Creating Conducive Conditions for Africa’s Development, ('Silenciando las Armas: Creando Condiciones Favorables para el Desarrollo de África')[20]
- 2021: Art’s Culture and Heritage: Levers for Building the Africa we Want, ('La Cultura y el Patrimonio del Arte: Palancas para Construir la África que Queremos')[21]
- 2022: Year of Nutrition, ('Año de la nutrición')[22]
- 2023: Our Africa Our Future, ('Nuestra África nuestro futuro')[23][24]
- 2024: Educate an African fit for the 21st Century, ('Educar a un Africano apto para el Siglo XXI')[25]

Naciones Unidas y otros organismos
- 1999-2003: Mensajes[26][27][28]
- 2003: 40 Aniversario[29]
- 2004-2009: Mensajes[30][31][32][33][34][35]
- 2010: Make Peace Happen, ('Hagamos realidad la paz')[36]
- 2011: Accelerating Youth Empowerment for Sustainable Development, ('Acelerando el Empoderamiento Juvenil para el Desarrollo Sostenible')[37]
- 2012: Africa and the Diaspora, ('África y la diaspora')[38]
- 2013: Mensaje[39]
- 2014: Agriculture and food security, ('Reflexiones sobre el pasado y perspectivas para el futuro')[40]
- 2015: Mensaje[41]
- 2016: Human Rights with a Particular Focus on the Rights of Women, ('Derechos Humanos con un Enfoque Particular en los Derechos de las Mujeres')[42]
- 2017: Mensaje[43]
- 2018: Winning the Fight Against Corruption, ('Ganando la Lucha Contra la Corrupción')[44][45]
- 2019: Refugees, returnees and IDPs:  Towards Durable Solutions to Forced Displacement in Africa, ('Refugiados, retornados y desplazados internos: Hacia soluciones duraderas al desplazamiento forzado en África')[46]
- 2020: Silencing the Guns:  Creating Conducive Conditions for Africa’s Development, ('Silenciando las Armas: Creando Condiciones Favorables para el Desarrollo de África')[47]
- 2021: Mensaje[48]
- 2022: Year of Nutrition, ('Año de la nutrición')[49]